# Bahnhof Setoshi
Der Bahnhof Setoshi (jap. 瀬戸市駅, Setoshi-eki) ist ein Bahnhof auf der japanischen Insel Honshū. Er wird von der Bahngesellschaft Aichi Kanjō Tetsudō (Aikan) betrieben und befindet sich in der Präfektur Aichi auf dem Gebiet der Stadt Seto östlich von Nagoya.

## Verbindungen
Setoshi ist ein Zwischenbahnhof an der Aichi-Ringlinie, die von Okazaki über Shin-Toyota nach Kōzōji führt und von der Bahngesellschaft Aichi Kanjō Tetsudō (Aikan) betrieben wird. Es verkehren Lokalzüge mit Halt an allen Zwischenbahnhöfen in einem eher ungewöhnlichen 16-Minuten-Takt, was drei oder vier Züge je Stunde und Richtung ergibt. Einzelne Züge während der morgendlichen Hauptverkehrszeit werden zur Chūō-Hauptlinie durchgebunden und fahren weiter bis nach Nagoya. Außerdem besteht die Möglichkeit, im unmittelbar benachbarten Bahnhof Shin-Seto zur hier kreuzenden Meitetsu Seto-Linie umzusteigen.
Auf dem gemeinsamen Bahnhofsvorplatz sind drei Bushaltestellen zu finden, die von zehn Linien der Gesellschaft Meitetsu Bus bedient werden.

## Anlage
Der Bahnhof steht im Zentrum des Stadtteils Higashi-Yokoyamachō, der von Wohnvierteln, zwei kleineren Einkaufszentren und einem Krankenhaus geprägt ist. Die auf einem Viadukt befindliche Anlage ist von Süden nach Norden ausgerichtet und umfasst zwei Gleise an zwei teilweise überdachten Seitenbahnsteigen. Eine Besonderheit ist, dass der Bahnsteig in Richtung Kōzōji Züge mit bis zu zehn Wagen aufnehmen kann, jener in Richtung Okazaki jedoch nur Vier-Wagen-Züge. Das Empfangsgebäude ist unter dem Viadukt angeordnet, der Zugang zu den Bahnsteigen erfolgt mittels Treppen, Rolltreppen und Aufzügen. Unter der Trasse der Aichi-Ringlinie führt die Meitetsu Seto-Linie hindurch. Der Bahnhof Shin-Seto der Gesellschaft Meitetsu ist nur wenige Schritte entfernt und beide Bahnhöfe teilen sich denselben Vorplatz. Zwar gibt es keine direkte Verbindung zwischen den jeweiligen Bahnsteigen, gemeinsam ähneln die Bahnhöfe von ihrer Funktion her aber einem Turmbahnhof.

## Bilder

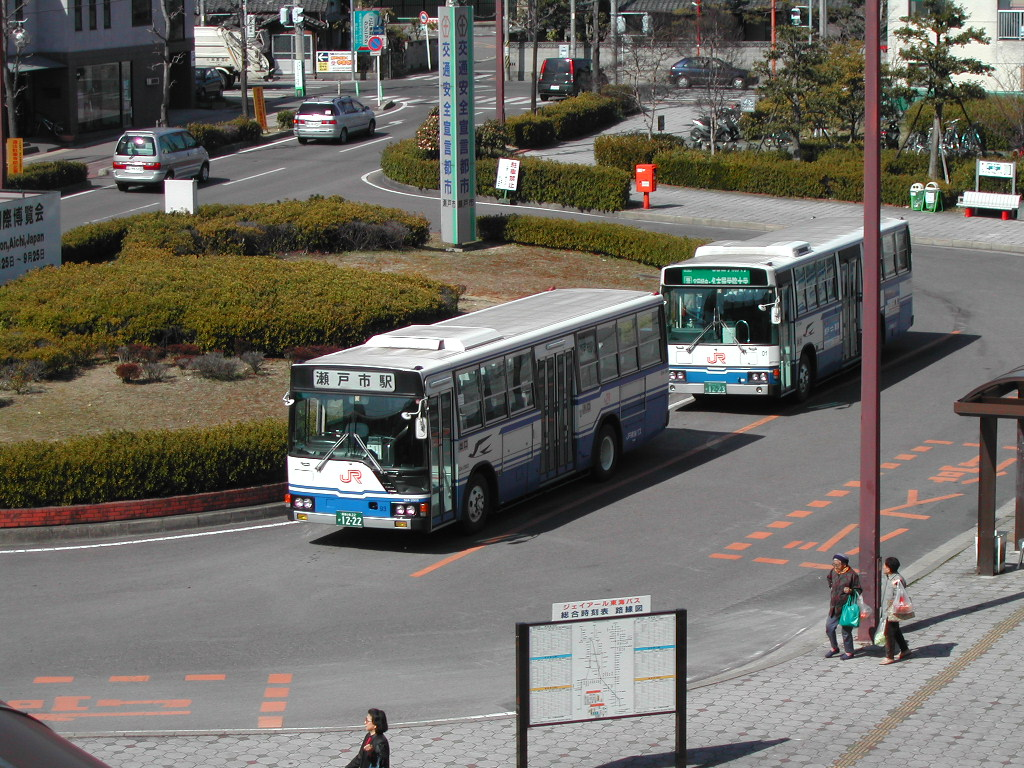
Vorplatz
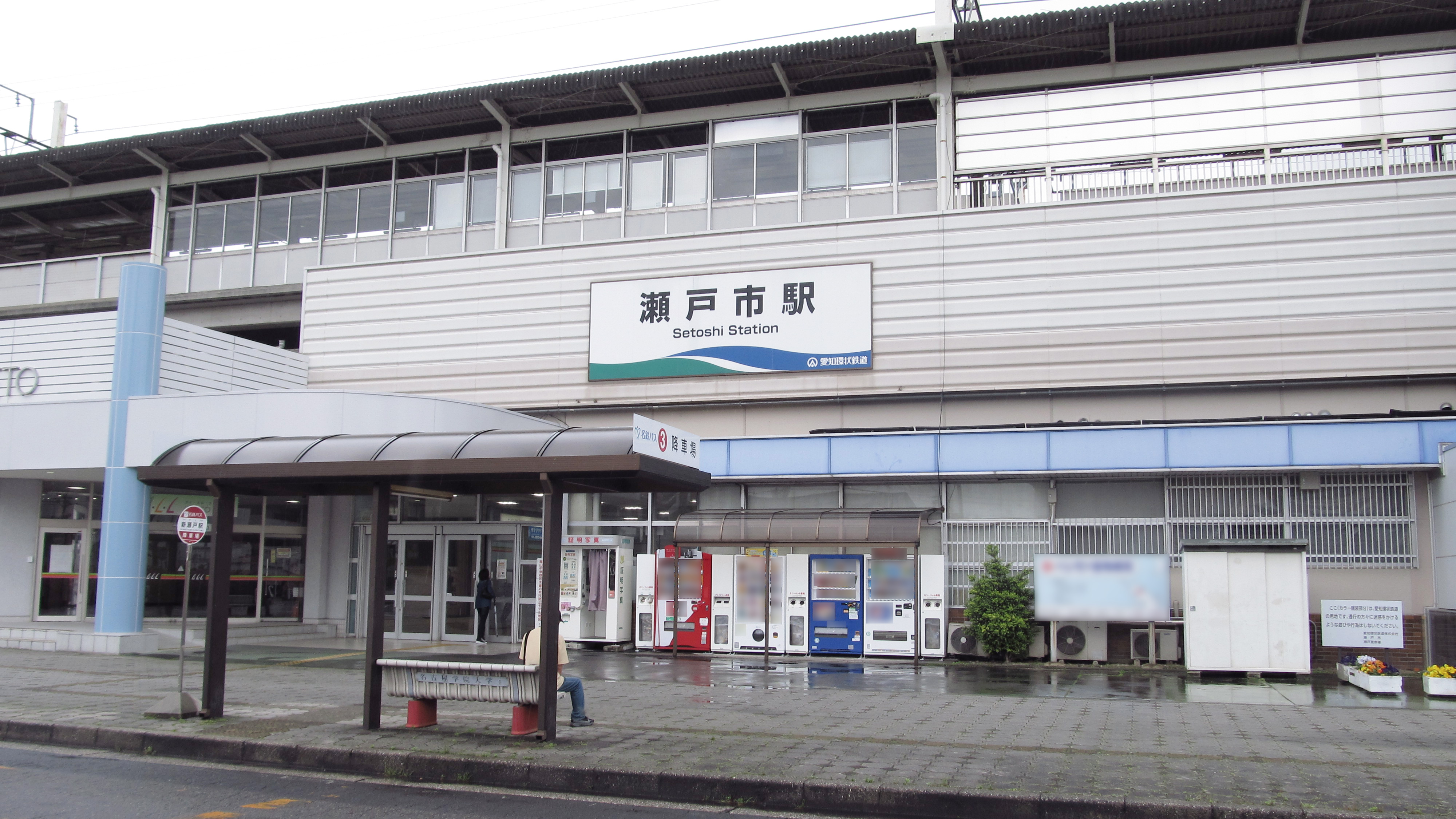
Westeingang
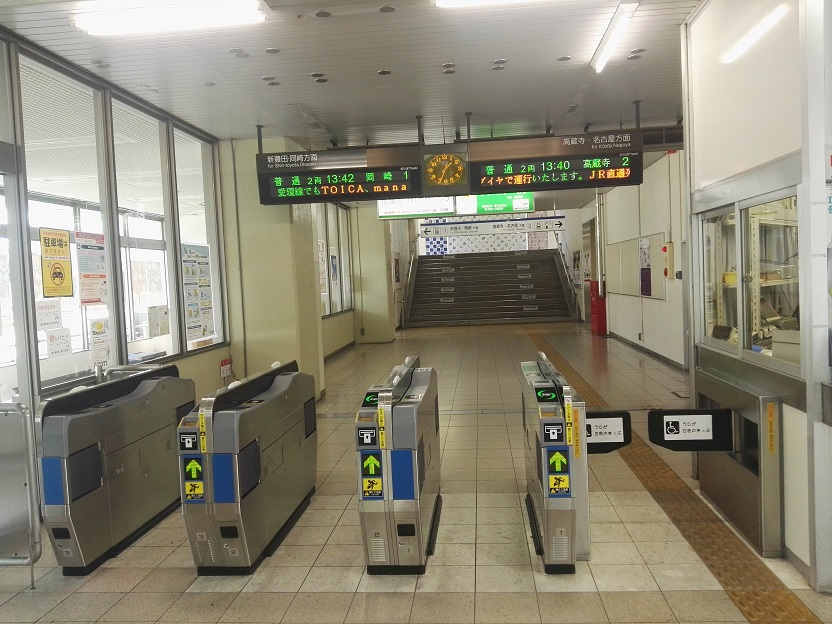
Bahnsteigsperren
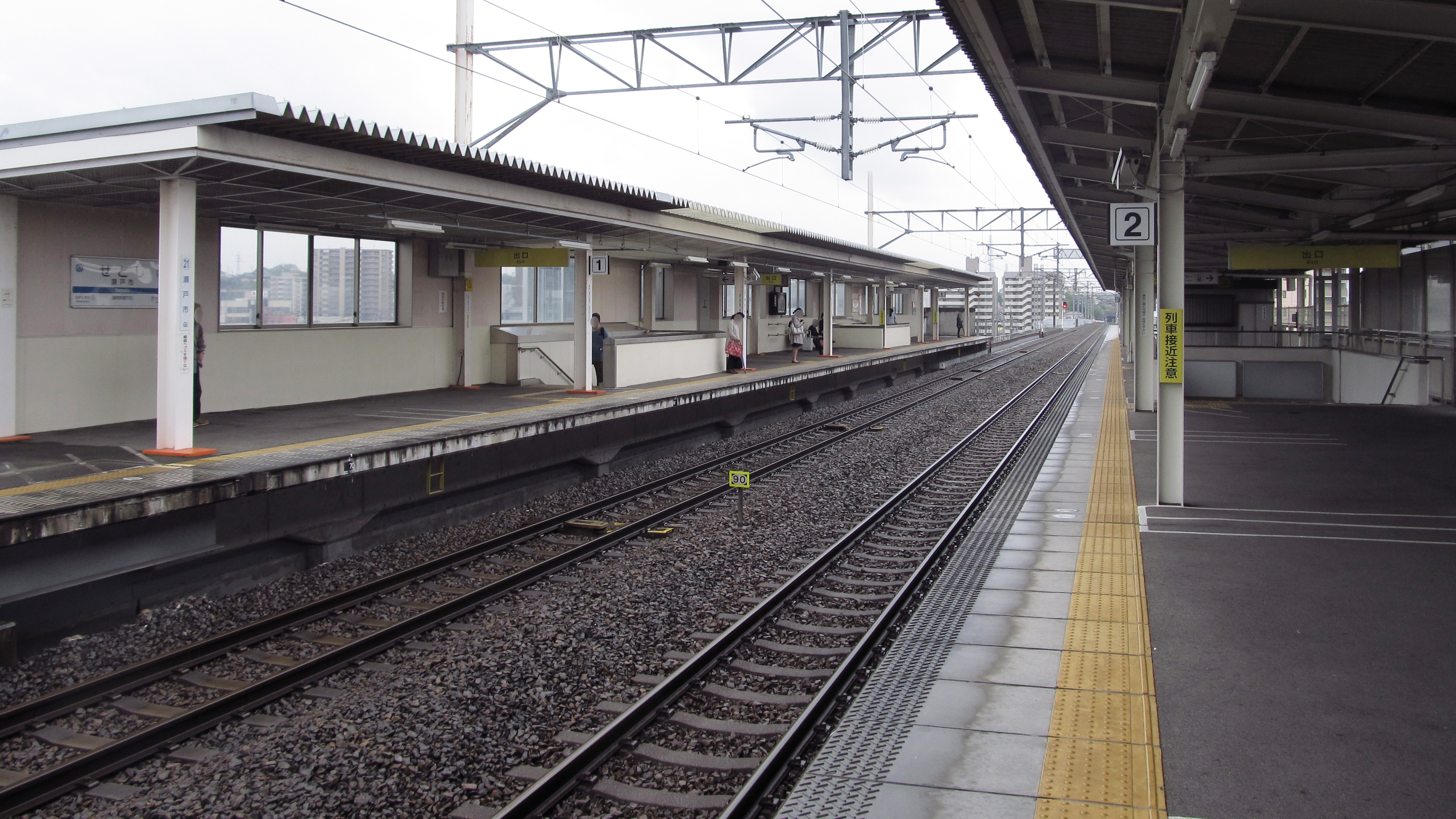
Bahnsteige
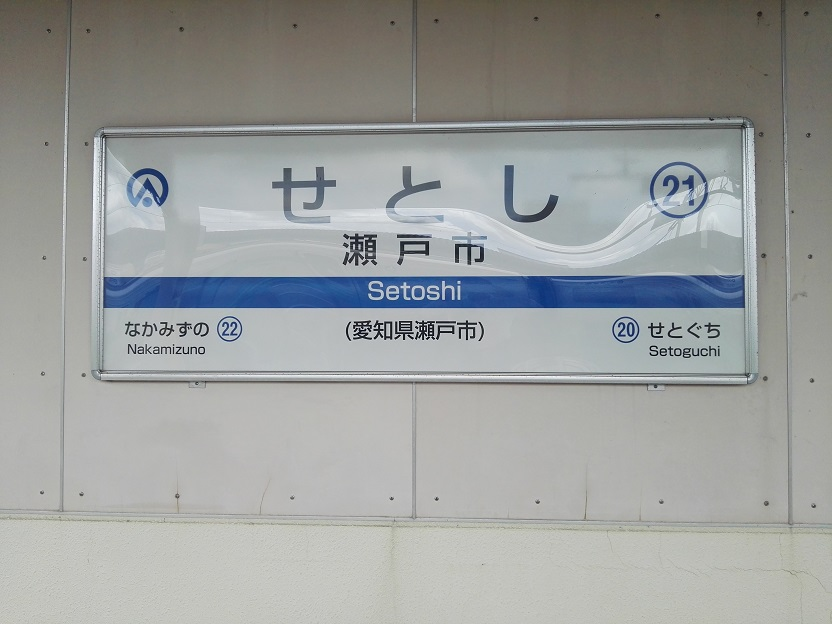
Bahnhofsschild

## Gleise
| 1 | ▉ Aichi-Ringlinie | Yakusa • Shin-Toyota • Okazaki |
| 2 | ▉ Aichi-Ringlinie | Kōzōji                         |

## Linien
| Verlauf der Aichi-Ringlinie |
| --- |
| Okazaki • Mutsuna • Naka-Okazaki • Kita-Okazaki • Daimon • Kitano-Masuzuka • Mikawa-Kamigō • Ekaku • Suenohara • Mikawa-Toyota • Shin-Uwagoromo • Shin-Toyota • Aikan-Umetsubo • Shigō • Kaizu • Homi • Sasabara • Yakusa • Yamaguchi • Setoguchi • Setoshi • Nakamizuno • Kōzōji |

## Geschichte

Gleisplan

Pläne zum Bau dieses Bahnhofs reichen bis in die 1950er Jahre zurück. Die Japanische Staatsbahn plante einerseits die Okata-Linie von Okazaki über Setoshi nach Tajimi, andererseits sollte hier die Seto-Linie abzweigen und über Kōzōji nach Inazawa führen. Zwar begannen die Bauarbeiten im Jahr 1967, doch der Baufortschritt war aufgrund finanzieller Engpässe äußerst langsam und erlahmte bald. Die Staatsbahn sah sich 1985 dazu gezwungen, beide Projekte zusammenzufassen und den Streckenbau auf die neu konzipierte Okata-Seto-Linie zwischen Okazaki und Kōzōji (die heutige Aichi-Ringlinie) zu beschränken. Andererseits lehnte sie es ab, später den Zugbetrieb durchzuführen, weshalb sie die Auslagerung an ein Unternehmen des dritten Sektors anstrebte. Noch bevor dieses Vorhaben umgesetzt werden konnte, wurde am 1. April 1987 die Staatsbahnprivatisierung vollzogen und die Nachfolgegesellschaft JR Central übernahm vorübergehend die Verantwortung.
Die Eröffnung des Bahnhofs erfolgte schließlich am 31. Januar 1988, als die Aichi Kanjō Tetsudō die Aichi-Ringlinie übernahm und diese gleichzeitig von Shin-Toyota nach Kōzōji verlängerte. Der Bahnhof war auf dem Gelände einer früheren Schule errichtet worden und umfasste zunächst nur ein Gleis am heutigen westlichen Bahnsteig. Im Hinblick auf die Weltausstellung Expo 2005 erhielt der Streckenabschnitt Setoshi–Kōzōji ein zweites Gleis und einen zweiten Bahnsteig, die am 3. Oktober 2004 in Betrieb gingen. Seit dem Einbau von Aufzügen am 16. Oktober 2010 ist der Bahnhof barrierefrei.